# Hanna Kiep
Hanna Kiep, née le 10 février 1904 à Brunswick et morte le 22 août 1979 à Pullach, est une avocate allemande, résistante au nazisme. Comme d'autres membres du groupe de résistance Cercle Solf, elle est emprisonnée au camp de concentration de Ravensbrück. Elle survit à la déportation et devient vice-présidente de la Croix rouge allemande puis travaille comme diplomate.

## Biographie
Hanna Alves est née le 10 février 1904 à Brunswick.
Après avoir terminé son parcours scolaire, elle étudie le droit et les sciences politiques à l'université à Berlin, Oxford et Genève. Parallèlement, elle complète une formation d’interprète et suit des cours d’économie domestique. Elle épouse le diplomate Otto Kiep le 14 décembre 1925. Le couple a deux filles et un fils.
Pendant la Seconde Guerre mondiale, la famille Kiep vit à Berlin et appartient au cercle de résistance Solf. Après une dénonciation par un espion infiltré de la Gestapo, Paul Reckzeh, Otto et Hanna Kiep sont arrêtés en janvier 1944,. Otto Kiep est accusé de haute trahison, condamné à mort par le Volksgerichtshof et exécuté en août 1944. Hanna Kiep est emprisonnée dans le camp de concentration de Ravensbrück avec d'autres femmes membres du cercle Solf. Elle est  libérée le 6 juillet 1944. Son fils Albrecht meurt au combat.
Après la fin de la guerre, Hanna Kiep contribue à la mise en place d'une administration civile dans la zone d'occupation américaine. Dans ce cadre, elle revoit un de ses interrogateurs de Ravensbrück et le fait arrêter grâce à son témoignage. À partir de 1946, elle est vice-présidente de la Croix rouge allemande, et travaille pour l'Organisation mondiale Mothers of All Nations  (Mères de toutes les nations) et l'Association des femmes au foyer allemandes. Après la fondation de la République fédérale d'Allemagne, elle rejoint le service diplomatique en 1949 et est chargée des questions féminines au consulat général d'Allemagne à New York de 1951 à 1969.
Hanna Kiep décède le 22 août 1979 à Pullach.

## Distinctions
- 1969 : Croix du Mérite première classe de la République fédérale d'Allemagne

## Biographie
- (de) Barbara Degen, „Das Herz schlägt in Ravensbrück“ – Die Gedenkkultur der Frauen., Verlag Barbara Budrich, 2010 (ISBN 3-86649-288-X)
- (de) Christiane Scheidemann, Ursula Müller (dir.) et Christiane Scheidemann (dir.), « Hanna Kiep », Gewandt, geschickt und abgesandt: Frauen im diplomatischen Dienst, Olzog Verlag,‎ 2000 (ISBN 3-7892-8041-0)
- (en) Bruce Clements, From Ice Set Free: The Story of Otto Kiep, Farrar, Straus and Giroux, 1972 (ISBN 0-374-32468-9)

- VIAF
- GND